# Mikey Whipwreck
James Watson (Buffalo (New York), 4 juni 1973), beter bekend als Mikey Whipwreck, is een Amerikaans gepensioneerd professioneel worstelaar, die bekend was in de Extreme Championship Wrestling (ECW).

## In worstelen
- Finishers
  - Whipper-Snapper

- Signature moves
  - Double underhook backbreaker drop
  - Franken-Mikey
  - Inverted suplex
  - Kneeling belly to belly piledriver
  - Slingshot crossbody
  - Slingshot guillotine leg drop
  - Springboard crossbody
  - Unholy Driver
  - Vertical suplex

- Managers
  - Lou E. Dangerously
  - The Sinister Minister
  - Tara Charisma
  - Crusher Doogan
  - Mick Foley
  - Don Callis

- Worstelaars getraind door Whipwreck

| - Amazing Red - Curt Hawkins - Zack Ryder - Chris Devine | - Dawn Marie - Jay Lethal - The S.A.T. - Joey Braggiol | - Ken Scampi - Mason Raige - Mike Spinelli - Quiet Storm | - Stockade - Tara Charisma - Trinity - Trent Beretta |

## Erelijst
- Border City Wrestling
  - BCW Can-Am Heavyweight Championship (1 keer)

- European Wrestling Association
  - EWA European Junior Heavyweight Championship (1 keer)

- Eastern Championship Wrestling / Extreme Championship Wrestling
  - ECW World Heavyweight Championship (1 keer)
  - ECW World Tag Team Championship (3 keer; 2x met Cactus Jack en 1x met Yoshihiro Tajiri)
  - ECW World Television Championship (2 times)

- Impact Championship Wrestling
  - ICW Heavyweight Championship (1 keer)

- Maryland Championship Wrestling
  - MCW Cruiserweight Championship (1 keer)

- New York Wrestling Connection
  - NYWC Heavyweight Championship (2 keer)
  - NYWC Tag Team Championship (1 keer)

- USA Pro Wrestling
  - USA Pro Tag Team Championship (1 keer met Wayne)

- Wrestling Observer Newsletter awards
  - Rookie of the Year (1994)

- Xtreme Wrestling Coalition
  - XWC Heavyweight Championship (1 keer)